# Perinereis mochimaensis
Perinereis mochimaensis är en ringmaskart som beskrevs av Liñero 1983. Perinereis mochimaensis ingår i släktet Perinereis och familjen Nereididae. Inga underarter finns listade i Catalogue of Life.